# Castello di Caccuri
Das Castello di Caccuri ist eine Burg aus dem 6. Jahrhundert in Caccuri in der italienischen Region Kalabrien. Sie liegt in der Strada Proviniciale 32 di Santa Raina.

## Geschichte
Die Burg wurde im 6. Jahrhundert von den Byzantinern als kleine militärische Festung zur Kontrolle über ihre Besitzungen im Tal des Neto errichtet; im Laufe der Zeit wurde sie von den verschiedenen Lehensnehmern immer mehr umgebaut. Zu den ersten bestätigten Lehensnehmern gehören Enrico und Matteo de Riso aus Messina, deren Erben sich entschlossen, das Lehen an die Familie Ruffo, Grafen von Montalto abzugeben, mit denen die Burg auch über die Grenzen des Königreichs Neapel hinaus bekannt wurde, da Polissena Ruffo, die Witwe des französischen Ritters Jean de Mailly, von der Königin dem 17. Sohn von Muzio Attendolo Sforza, Francesco I., zur Frau gegeben wurde. Aus der Ehe mit dem Herzog von Mailand ging eine einzige Tochter, Antonia, hervor. Die Einheit hatte aber keinen langen Bestand, da Polissena und ihre Tochter Antonia ermordet wurden, vielleicht im Auftrag ihrer Tante Novella. Obwohl Francesco Sforza die Rechte an dem Lehen der Ruffos verlor, fand er in Caccuri in den Simonettas seine wertvollsten Verbündeten: Angelo, Giovanni und vor allem Francesco, der aus Caccura stammte, nach seinem Tod sein Regent wurde und in Pavia von Ludovico il Moro ermordet wurde.
Später, nach dem den Ciminos kauften die Herzöge Cavalcanti, Barone von Gazzella, 1651 das Lehen. Antonio Cavalcanti ist ein guter Teil dessen geschuldet, was man heute von der Burg sehen kann, auf der seine Nachkommen zwei Jahrhunderte lang stabil ihre Residenz hatten. Die Familienkapelle des Palastes wurde genau zu dieser Zeit errichtet, parallel zur Kapelle San Domenico in Badia di Santa Maria del Soccorso, die ebenfalls in Caccuri liegt; beide sind durch Kunstschätze zur Ehre der Stifterfamilie bereichert.
Die letzten Lehensnehmer im 19. Jahrhundert waren die Barone Barracco, von denen Guglielmo seine Residenz in Caccuri nahm und 1882 den glänzenden Turm auf dem Ravelin der Burg durch den Architekten Adolfo Mastigli errichten ließ. Der Mastrigli-Turm ist das Symbol auf dem Gemeindewappen von Caccuri und ihr Erkennungszeichen von Weitem.